# Elecciones al Senado de abril de 2019 (Barcelona)
Las elecciones al Senado de 2019 se celebraron en la provincia de Barcelona el domingo 28 de abril, como parte de las elecciones generales convocadas por Real Decreto dispuesto el 4 de marzo de 2019 y publicado en el Boletín Oficial del Estado el día siguiente. Se eligieron los 4 senadores correspondientes a la circunscripción electoral de Barcelona, mediante escrutinio mayoritario plurinominal parcial con listas abiertas.

## Resultados
Los comicios depararon en la elección de 2 senadores de la candidatura de Esquerra Republicana de Catalunya-Sobiranistes (Raül Romeva y Ana Surra) y de 2 senadores del Partido de los Socialistas de Cataluña (Manuel Cruz y Elia Tortolero). Los resultados del escrutinio completo y definitivo se detallan a continuación:
| Candidato                     | Candidato                     | Lista             | Votos   |
| ----------------------------- | ----------------------------- | ----------------- | ------- |
|                               | Raül Romeva i Rueda           | ERC-Sobiranistes  | 944 201 |
|                               | Manuel Cruz Rodríguez         | PSC               | 741 978 |
|                               | Elia Tortolero Orejuela       | PSC               | 697 906 |
|                               | Ana Surra Spadea              | ERC-Sobiranistes  | 687 671 |
|                               |                               |                   |         |
| Carles Martí Jufresa          | Carles Martí Jufresa          | PSC               | 664 402 |
| Robert Masih Nahar            | Robert Masih Nahar            | ERC-Sobiranistes  | 585 582 |
| Noelia Bail García            | Noelia Bail García            | En Comú Podem-GeC | 510 826 |
| Lluís Puig Gordi              | Lluís Puig Gordi              | JxCAT-Junts       | 451 319 |
| Joan Comorera Estarellas      | Joan Comorera Estarellas      | En Comú Podem-GeC | 389 641 |
| Vanessa Maxé Navarro          | Vanessa Maxé Navarro          | En Comú Podem-GeC | 362 071 |
| Martín Eusebio Barra López    | Martín Eusebio Barra López    | Cs                | 337 735 |
| Meritxell Lluís Vall          | Meritxell Lluís Vall          | JxCAT-Junts       | 293 700 |
| Carmen de Rivera Pla          | Carmen de Rivera Pla          | Cs                | 292 274 |
| Juan (Nito) Foncuberta Riba   | Juan (Nito) Foncuberta Riba   | Cs                | 266 196 |
| Ignasi Roda Fàbregas          | Ignasi Roda Fàbregas          | JxCAT-Junts       | 222 361 |
| Manuel Buenaño García         | Manuel Buenaño García         | PP                | 215 018 |
| Elisabet Ortega Robles        | Elisabet Ortega Robles        | PP                | 170 309 |
| Álvaro Benejam Peretó         | Álvaro Benejam Peretó         | PP                | 161 195 |
| Pau Font Martínez             | Pau Font Martínez             | Front Republicà   | 154 235 |
| Juan Carlos Segura Just       | Juan Carlos Segura Just       | Vox               | 111 882 |
| Alejandro Cuesta Hidalgo      | Alejandro Cuesta Hidalgo      | PACMA             | 88 719  |
| Olga Eyre Estrada             | Olga Eyre Estrada             | PACMA             | 70 843  |
| Raquel Casviner Cañellas      | Raquel Casviner Cañellas      | Vox               | 70 421  |
| José Antonio Martínez Tortosa | José Antonio Martínez Tortosa | Vox               | 64 713  |
| Ivan Guijarro Vila            | Ivan Guijarro Vila            | PACMA             | 47 461  |
| Antonina Rodrigo García       | Antonina Rodrigo García       | Recortes Cero-GV  | 12 960  |
| Quim Boix Lluch               | Quim Boix Lluch               | PCPC              | 11 786  |
| Ferran Peris Serrano          | Ferran Peris Serrano          | PCPC              | 9336    |
| Agustín Tella Barrachina      | Agustín Tella Barrachina      | Recortes Cero-GV  | 5938    |
| Manuel Camuñas Gómez          | Manuel Camuñas Gómez          | Recortes Cero-GV  | 5769    |
| Miguel Candel Sanmartín       | Miguel Candel Sanmartín       | IZQP              | 4955    |
| Remedios Gómez Pérez          | Remedios Gómez Pérez          | CNV               | 3696    |